# 新聞媒體議價法令
《新聞媒體議價法令》（英語：News Media Bargaining Code）又稱媒介议价法，是澳大利亞的一项法律，該法律規定在澳大利亚运营的大型互聯網平台展示澳大利亞当地新闻出版商出版的新聞內容時，必須向澳大利亞新闻出版商支付费用。2020年4月，澳大利亚政府要求澳大利亚竞争和消费者委员会（ACCC）起草该法律，该法律遭到Facebook和Google的強烈反对。Google一度威脅離開澳大利亞市場。微軟卻支持該法案。2021年2月18日，Facebook阻止澳大利亚用户在Facebook分享或閱讀新闻内容。數日後，澳大利亚政府修改法案，Facebook和Google与澳大利亚政府达成协议，同意付費給澳大利亞新聞出版商，Facebook繼續允許澳大利亚用户分享和閱讀新闻。2021年2月25日，澳大利亞國會通過該法案。3月16日，Facebook向新闻集团支付费用，新闻集团則允許Facebook展示新闻集团旗下的媒體所报道的新闻。

## 延伸閱讀
- . The Washington Post. 2021-02-21  [2021-02-22]. （原始内容存档于2021-02-22）.
- Bartz, Diane; Coster, Helen. . Reuters. 2021-02-19  [2021-02-22]. （原始内容存档于2021-03-19）.